# Kanton Grevenmacher
Kanton Grevenmacher (lb. Kanton Gréiwemaacher, fr. Canton de Grevenmacher, niem. Kanton Grevenmacher) – jeden z dwunastu kantonów w Luksemburgu, znajduje się we wschodniej części kraju. Przed 3 października 2015 należał do dystryktu Grevenmacher. Siedziba kantonu znajduje się w miejscowości Grevenmacher (Gréiwemaacher).

## Podział administracyjny
W skład kantonu wchodzi osiem gmin (gemeng, commune, Gemeinde):
1. Betzdorf (Betzder)
2. Biwer
3. Flaxweiler (Fluessweiler)
4. Grevenmacher (Gréiwemaacher)
5. Junglinster (Jonglënster)
6. Manternach
7. Mertert (Mäertert)
8. Wormeldange (Wormer / Wormeldange)